# Uomo di Piltdown

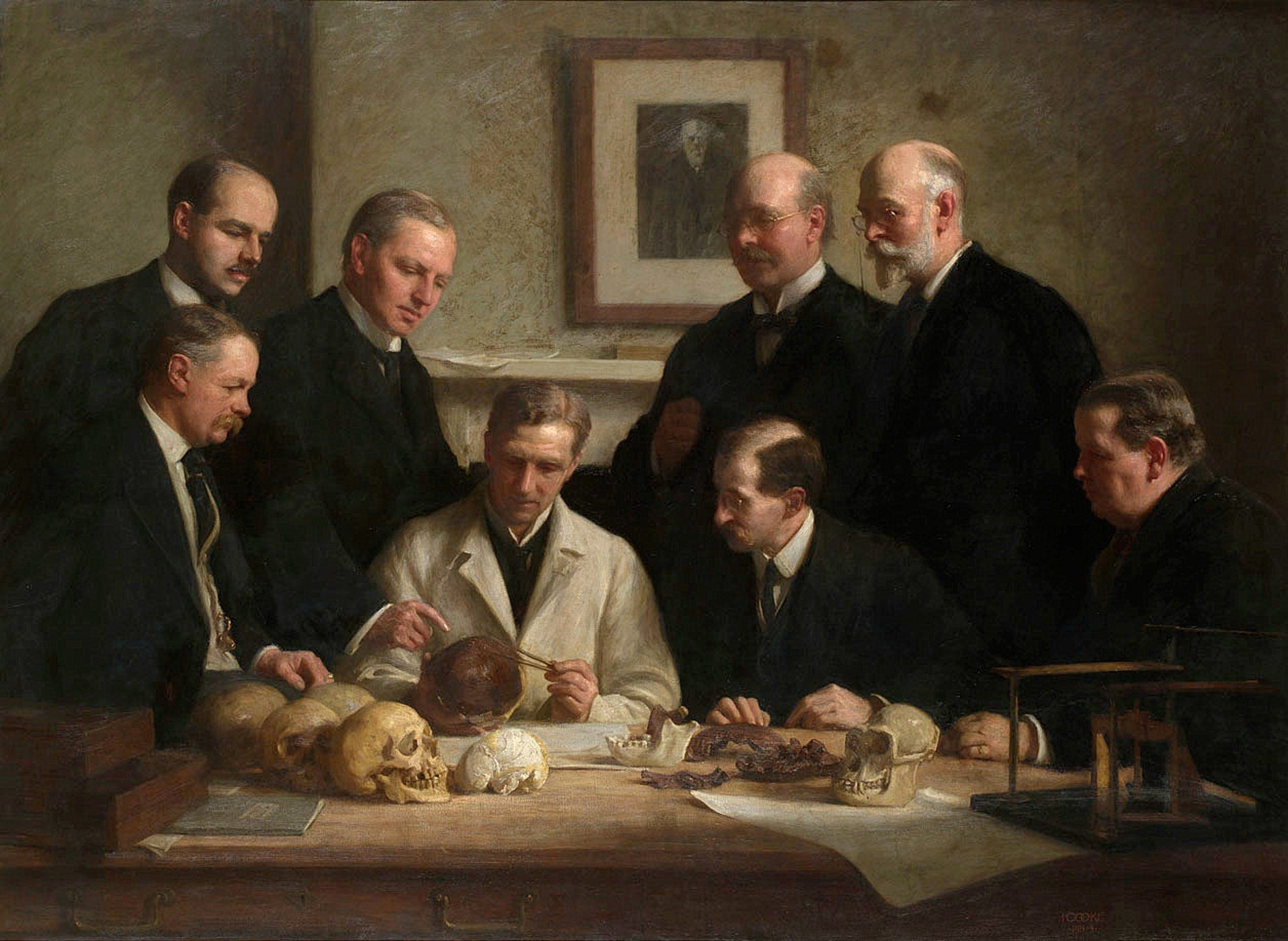
Quadro di John Cooke del 1915. Dietro (da sinistra): F. O. Barlow, Elliot Smith, Charles Dawson, Arthur Smith Woodward. Primo piano: A. S. Underwood, Arthur Keith, William Plane Pycraft e Sir Ray Lankester.

L'Uomo di Piltdown è l'oggetto di una famosa truffa paleoantropologica perpetrata in Inghilterra e riguardante il falso ritrovamento di resti fossili spacciati, nel 1912, come appartenenti a una sconosciuta specie di ominide.
Il ritrovamento consisteva in alcuni frammenti di cranio e osso mandibolare, dichiarati dagli scopritori come raccolti in una cava di ghiaia nella zona di Piltdown, nell'East Sussex. All'ominide sconosciuto fu dato il nome scientifico di Eoanthropus dawsoni, dal nome dello scopritore Charles Dawson. Il ritrovamento della nuova specie fu oggetto di controversie che si risolsero solo nel 1953, quando il falso fu definitivamente smascherato e fu chiarito come, in realtà, i resti fossero il semplice frutto di una contraffazione, ottenuta combinando l'osso mandibolare di un orangutan con frammenti di cranio di un uomo moderno.
La beffa dell'Uomo di Piltdown è stata forse la maggiore truffa antropologica della storia e ha avuto particolare rilievo per due motivi: la focalizzazione dell'attenzione sugli studi dell'evoluzione umana e il fatto che siano passati ben quarantun anni dalla presentazione della scoperta al definitivo riconoscimento della sua natura di falso.

## Ritrovamento
Alla riunione del Geological Society of London, tenutasi il 18 dicembre 1912, Charles Dawson presentò i resti agli studiosi, affermando come gli fossero stati consegnati da un lavoratore della cava di Piltdown quattro anni addietro. Secondo quanto riferito da Dawson, l'operaio aveva scoperto i resti poco prima del suo arrivo, e li aveva in parte rovinati. In successive visite Dawson ritrovò altri frammenti del cranio, e li portò da Arthur Smith Woodward, custode del reparto geologico al British Museum. Fortemente interessato dai ritrovamenti, Woodward accompagnò Dawson al sito, dove, tra giugno e settembre del 1912, i due ritrovarono insieme ulteriori frammenti del cranio e metà della mandibola.

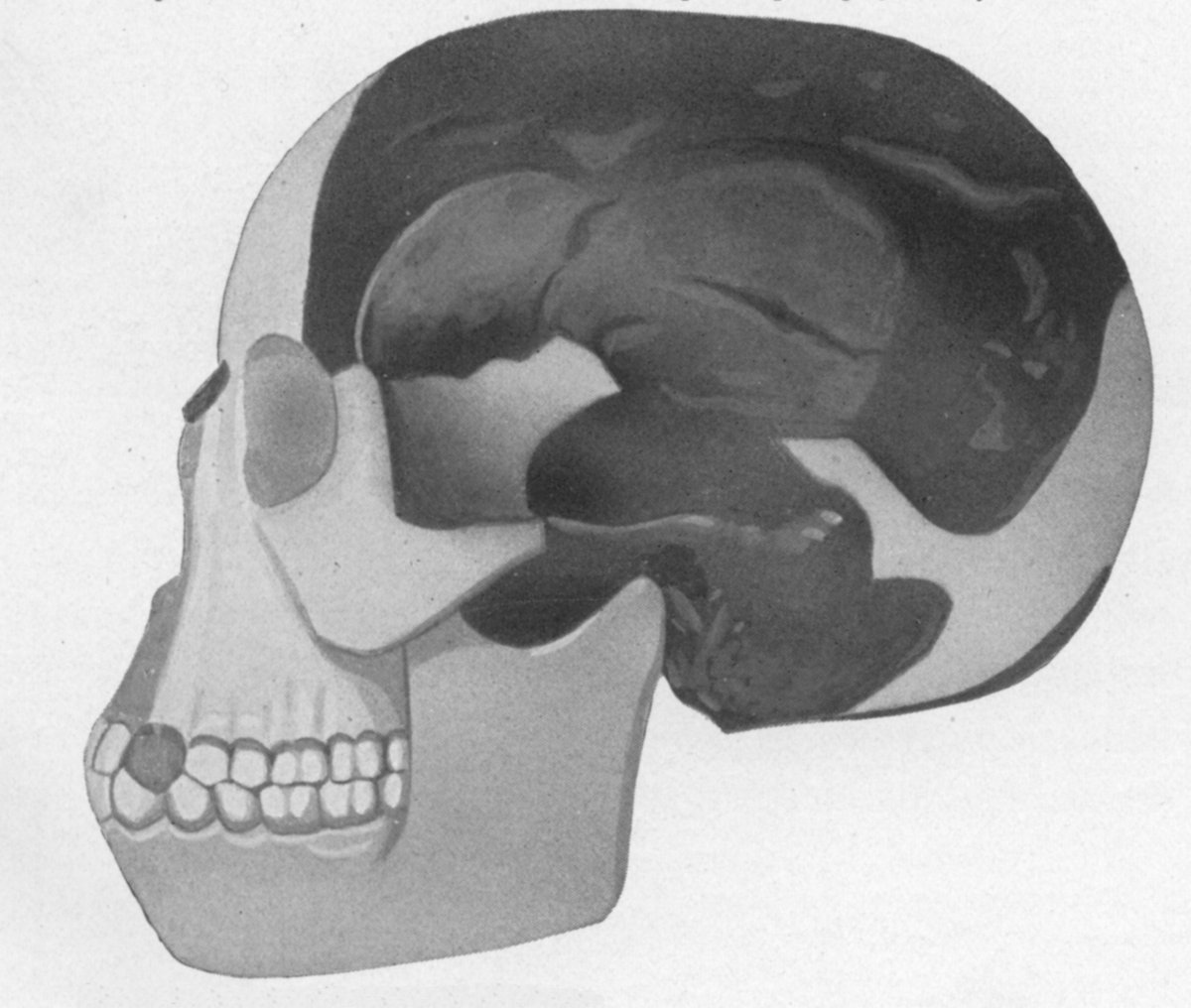
Cranio dell'Uomo di Piltdown

Sempre nella riunione del 1912, Woodward annunciò che era stata preparata una ricostruzione dei frammenti, che indicava il cranio come molto simile all'uomo moderno, a eccezione dell'occipite e delle dimensioni del cervello, che sembrava essere pari a due terzi rispetto a quello dell'homo sapiens. Woodward disse inoltre che, fatta eccezione per due molari identici a quelli umani, la mandibola sembrava indistinguibile da quella di un giovane scimpanzé moderno. In base alla ricostruzione fatta al British Museum, propose l'Uomo di Piltdown come anello mancante dell'evoluzione della specie umana, in grado di congiungere le scimmie all'uomo moderno, in linea con la teoria allora prevalente in Inghilterra che voleva l'evoluzione iniziata con la parte riguardante il cervello.
Fin dalla sua presentazione, la ricostruzione fatta da Woodward fu fortemente messa in dubbio. Al Royal College of Surgeons una copia degli stessi frammenti fu assemblata in maniera diversa, ottenendo un modello completamente differente da quello proposto dagli scopritori, nel quale le dimensioni del cervello erano compatibili con quelle dell'uomo moderno. Questa seconda ricostruzione fu identificata con il nome latino Homo piltdownensis.
Agli inizi del 1913, David Waterson, del King's College London, pubblicò su Nature la sua ipotesi secondo cui i resti di Piltdown erano semplicemente riferibili a una mandibola di scimmia e a un cranio umano. Il paleontologo francese Marcellin Boule giunse alla stessa conclusione nel 1915 mentre, negli Stati Uniti, lo zoologo Gerrit Smith Miller identificò correttamente la mandibola come appartenente a un orangutan. Nonostante ciò, passarono molti anni prima che i pareri discordanti fossero accolti come corretti.
Nel 1915, Dawson annunciò il ritrovamento di un secondo cranio della stessa specie, a circa due miglia dal sito precedente. Tuttavia il luogo esatto in cui Dawson affermava di aver effettuato la seconda scoperta non fu mai identificato, e il ritrovamento rimase totalmente privo di documentazione. Sembra che neppure Woodward ebbe modo di visitare il secondo sito.

## Monumento alla scoperta

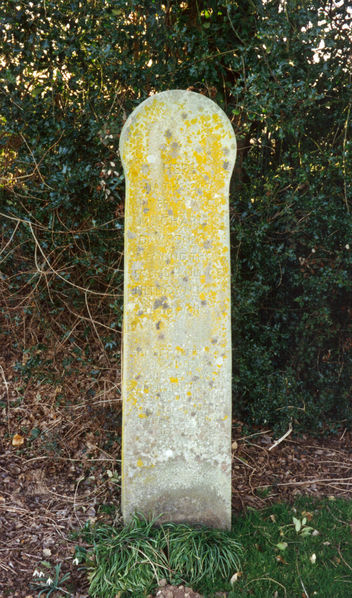
Monumento nel luogo di ritrovamento dei resti

Il 23 luglio 1938, al Barkham Manor di Piltdown, nel luogo in cui fu ritrovato l'Uomo di Piltdown, Sir Arthur Keith presenziò alla collocazione di un monumento in memoria del luogo della scoperta di Dawson. Sir Arthur finì il suo discorso con queste parole:
'"Fintantoché l'uomo è interessato alla sua lunga storia passata, alle vicissitudini che i nostri precursori attraversarono, e ai diversi destini cui andarono incontro, il nome di Charles Dawson è certamente da ricordare. Facciamo bene a collegare il suo nome a questo pittoresco angolo del Sussex – il luogo del suo ritrovamento. Io oggi ho l'onore di inaugurare questo monolite dedicato alla sua memoria.'"
L'iscrizione sul cippo sepolcrale recita:
(Iscrizione nel cippo dedicato all'Uomo di Piltdown)
Il vicino pub cambiò nome in The Piltdown Man, in onore alla scoperta (il pub mantiene tuttora questo nome).

## Scoperta della truffa

### Ricerca scientifica
Fin dalla presentazione della scoperta, ci fu molto scetticismo riguardo all'autenticità del ritrovamento. Gerrit Smith Miller, per esempio, osservava nel 1915 che, in caso di dolo intenzionale, il metodo migliore per svelarlo sarebbe stato quello di frammentare (ufficialmente in maniera accidentale da parte di un operaio) in numerose parti i resti, permettendo quindi svariate soluzioni per ricostruire il presunto ominide. Nei decenni successivi, fino al definitivo riconoscimento che si trattava di un falso, gli scienziati generalmente si riferivano all'uomo di Piltdown come a un'aberrazione in contrasto con il percorso evolutivo umano tracciato dai resti fossili ritrovati altrove. Nel 1944 anche l'antropologo italiano Guido Bonarelli metteva in dubbio l'autenticità dell'uomo di Piltdown.
Nel novembre del 1953 il Time pubblica le prove raccolte da Kenneth Page Oakley, Sir Wilfrid Edward Le Gros Clark e Joseph Weiner che indicavano come l'Uomo di Piltdown fosse in realtà un reperto contraffatto, composto da tre specie distinte. Le prove raccolte indicavano che si trattava del cranio di un uomo di epoca medievale, della mandibola di un orango che risaliva a cinquecento anni prima e di alcuni denti di scimpanzé. L'apparente età del reperto fu ottenuta colorando i resti con una soluzione di ferro e acido cromico. Gli esami al microscopio rilevarono inoltre i segni di una lavorazione artificiale per modellarne la forma, in modo da farla combaciare con una dieta verosimilmente umana.
La beffa di Piltdown ebbe un tale successo perché all'epoca della presentazione la comunità scientifica era convinta che il cervello umano attuale si fosse evoluto precedentemente alla dieta onnivora moderna, e i falsari avevano riprodotto esattamente le caratteristiche che la teoria prevalente in quel momento richiedeva. È inoltre probabile che nell'accettare frettolosamente come genuina la scoperta abbiano avuto un ruolo chiave una sorta di orgoglio nazionalista e i pregiudizi culturali inglesi. Il reperto soddisfaceva le aspettative di trovare i primi segni di evoluzione verso l'uomo moderno nell'Eurasia, e gli inglesi volevano un "primo britannico" da contrapporre ai ritrovamenti fossili di ominidi in altre parti d'Europa, come in Francia e in Germania.

### Identità dei falsari
L'identità dei falsari dell'Uomo di Piltdown rimane tuttora sconosciuta, ma tra i sospettati, incluso ovviamente lo stesso Charles Dawson, vi sono Pierre Teilhard de Chardin, Martin A. C. Hinton, Horace de Vere Cole, Arthur Keith e Arthur Conan Doyle. Teilhard aveva viaggiato nella regione africana dalla quale uno dei reperti in realtà proveniva, e all'epoca del primo ritrovamento risiedeva nelle vicinanze. Hinton invece lasciò un baule nel Natural History Museum di Londra, ritrovato nel 1970, contenente ossa di animali e denti modellati e invecchiati artificialmente in maniera simile all'Uomo di Piltdown. Il coinvolgimento diretto nella beffa di Keith venne dedotto dalle ricerche in base alla frettolosità con cui giudicò genuino il ritrovamento escludendo tutte le ipotesi possibili e senza documentare le proprie ipotesi in maniera adeguata. La tesi più accreditata è che della montatura non fosse autore un unico falsario.
Gli indizi che vogliono Charles Dawson come autore principale del falso ritrovamento sono supportati dalle prove di altre truffe archeologiche simili precedenti all'uomo di Piltdown. L'archeologo Miles Russel della Bournemouth University ha analizzato la sua collezione privata di reperti, scoprendo che almeno 38 di essi sono dei falsi. Tra questi reperti anche un dente di un ibrido rettile/mammifero, tale Plagiaulax dawsoni, "scoperto" a detta di Dawson nel 1891 e in realtà contraffatto in maniera identica all'Uomo di Piltdown, e numerosi altri falsi abilmente confezionati. Secondo Russel, la beffa di Piltdown era solo la parte culminante del suo lavoro di falsario.

## Importanza dell'evento

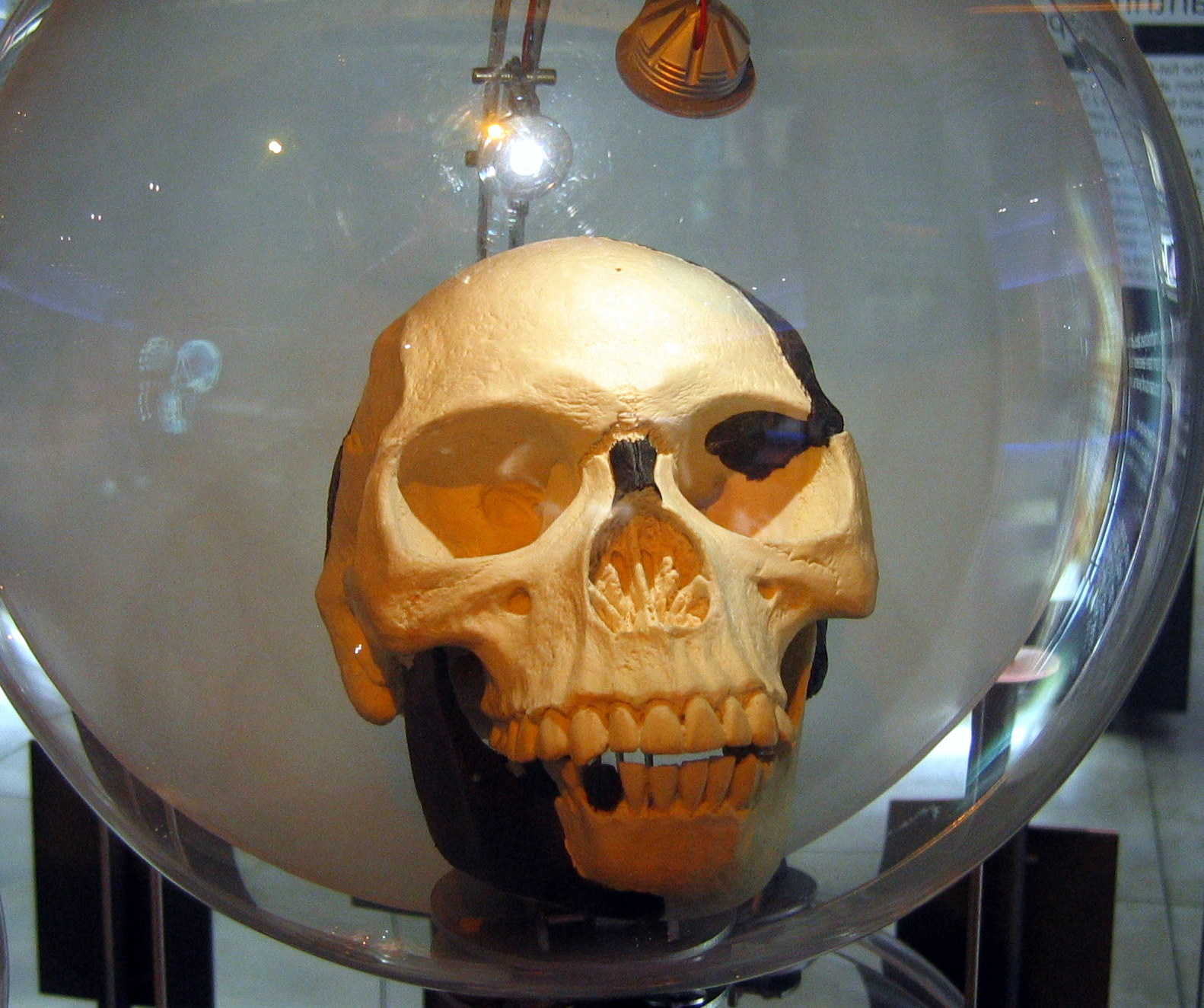
Una replica del cranio di Piltdown

### Uomo di Piltdown e uomo moderno
Nel 1912 l'Uomo di Piltdown era ritenuto come l'anello mancante nell'evoluzione tra uomo e scimmia dalla maggior parte della comunità scientifica, ma in ogni caso, la perdita di validità del ritrovamento non inficiava le scoperte del Bambino di Taung e del Homo erectus pekinensis. Come notano alcuni, il fatto che il ritrovamento di Piltdown sia un falso cambia pochissimo nel quadro generale dell'evoluzione umana, e anzi la validità dell'Uomo di Piltdown è sempre stata messa in discussione. Quello che all'epoca della presentazione poteva essere solo un sospetto, poté essere dimostrato efficacemente solo negli anni quaranta e cinquanta con tecnologie di indagine più moderne di quelle disponibili all'epoca.

### Conseguenze
L'Uomo di Piltdown ebbe un notevole impatto negativo sullo studio dell'evoluzione umana, portando i ricercatori in un vicolo cieco (tra l'altro errato) che prevedeva le dimensioni del cervello cresciute prima dell'adattamento della mandibola a nuovi tipi di cibo. La scoperta di fossili di australopitechi in Sudafrica non ricevette la giusta attenzione per studiare il ramo evolutivo dell'Uomo di Piltdown. I dibattiti e le ricerche attorno al falso consumarono un'enorme quantità di risorse, stimate in centinaia di pubblicazioni al riguardo.
La beffa è uno dei cavalli di battaglia dei creazionisti, insieme ad altri falsi creati sull'argomento, come esempio di disonestà e credulità dei biologi che studiano l'evoluzione umana.

### Scienza dei primi del '900
Il caso di Piltdown è un esempio emblematico di come il razzismo, il nazionalismo e il sessismo influenzassero la comunità scientifica dell'epoca, che rifletteva i pregiudizi esistenti nella società. Le caratteristiche semiumane del reperto soddisfacevano la credenza comune che i popoli con la pelle di colore diverso da quello caratteristico occidentale fossero meno evoluti dell'uomo europeo. L'orgoglio nazionalista influenzò notevolmente le interpretazioni del reperto: mentre la maggioranza degli scienziati inglesi accettarono la scoperta come il "primo uomo inglese", europei continentali e statunitensi rimanevano molto scettici al riguardo, e molti suggerirono già all'epoca che il ritrovamento di Piltdown fosse in realtà un falso. Vi furono anche dispute riguardo al sesso del presunto ominide, che venne presentato come maschio, a dispetto di Woodward, il quale suggeriva che fosse un esemplare femmina. Invero anche un quotidiano si riferì al reperto come un esemplare femmina, ma lo fece solo per deridere il movimento delle suffragette, molto attive in quegli anni.